# Чепельовиці
Чепельовиці (пол. Czepielowice, нім. Tschöplowitz) — село в Польщі, у гміні Любша Бжезького повіту Опольського воєводства.
Населення — 775 осіб (2011).

## Демографія
Демографічна структура станом на 31 березня 2011 року:
|          | Загалом | Допрацездатний вік | Працездатний вік | Постпрацездатний вік |
| -------- | ------- | ------------------ | ---------------- | -------------------- |
| Чоловіки | 397     | 86                 | 273              | 38                   |
| Жінки    | 378     | 58                 | 236              | 84                   |
| Разом    | 775     | 144                | 509              | 122                  |